# Crónica roja
Crónica roja (títol del guió: Vía cerrada) és una pel·lícula mexicana de 1979 dirigida per Fernando Vallejo. Va guanyar en aquest any el Premi Ariel de la Acadèmia Mexicana d'Arts i Ciències Cinematogràfiques a la Millor opera prima i Millor ambientació.

## Argument
Ambientada a Colòmbia, mostra la vida dels dos germans Albarrán, extracció humil. El gran, Manuel, afeccionat a les apostes, es veu implicat en l'assassinat de dos vigilants de la duana i és empresonat. El petit, Mario, aleshores es junta amb dos malfactors amb la intenció d'ajudar el seu germà a fugar-se de la presó. La seva violència els farà famosos a la "crònica roja" dels diaris.

## Repartiment
- Mario Saavedra - Mario Albarrán
- Gerardo Vigil - Manuel Albarrán
- Carlos Cardán
- Guillermo Orea
- Víctor Alcocer
- Leonor Llausás
- Roberto Cañedo
- René Cardona
- Enrique Pontón

## Ambientació
Com director de cinema, Fernando Vallejo pren el tema de l'època de La Violència a Colòmbia, però amb actors mexicans. Va ser filmada en Jalapa (Veracruz). Ambienta territoris, idiosincràsies, costums com el parlar-se de vostè tots els personatges, fins i tot sent familiars i iconografies colombianes.